# Brangsong (plaats)
Brangsong is een bestuurslaag in het regentschap Kendal van de provincie Midden-Java, Indonesië. Brangsong telt 5900 inwoners (volkstelling 2010).